# Seznam představitelů Brna
Seznam představitelů Brna je chronologický seznam brněnských starostů (1784–1945; včetně vládních komisařů), předsedů národního výboru (1945–1969) a primátorů (od 1969).

## Seznam
| Č. | Portrét               | Jméno                             | Od                 | Do                 | Funkce                                            | Strana                     | Poznámky                                                                                    |
| -- | --------------------- | --------------------------------- | ------------------ | ------------------ | ------------------------------------------------- | -------------------------- | ------------------------------------------------------------------------------------------- |
| 1  | Není dostupný portrét | Franz Rauscher (?–1804)           | 1. července 1784   | 1804               | starosta                                          |                            | první zvolený brněnský starosta; v roce 1802 zvolen doživotně                               |
| 2  | Není dostupný portrét | Johann Czikann (1749–1821)        | 1804               | 1821               | starosta                                          |                            | již v roce 1804 zvolen doživotně                                                            |
| 3  | Není dostupný portrét | Johann Ritschel (1782–1854)       | 1828 (doloženo)    | 1847 (doloženo)    | starosta                                          |                            | jmenován přímo císařem, aniž by proběhla volba                                              |
| 4  | Anton Haberler        | Anton Haberler (1796–1873)        | 11. května 1851    | 30. června 1855    | starosta                                          |                            | první svobodně zvolený starosta nově vzniklé brněnské obce                                  |
| 5  | Rudolf Ott            | Rudolf Ott (1806–1880)            | 4. června 1855     | 23. dubna 1861     | starosta                                          |                            |                                                                                             |
| 6  | Christian d'Elvert    | Christian d'Elvert (1803–1896)    | květen 1861        | 1864               | starosta                                          | DVP                        |                                                                                             |
| 7  | Alfred Skene          | Alfred Skene (1815–1887)          | červen 1864        | květen 1866        | starosta                                          |                            |                                                                                             |
| 8  | Karl Giskra           | Karl Giskra (1820–1879)           | červenec 1866      | prosinec 1867      | starosta                                          |                            |                                                                                             |
| 9  | Rudolf Ott            | Rudolf Ott (1806–1880)            | 12. ledna 1868     | 23. ledna 1870     | starosta                                          |                            |                                                                                             |
| 10 | Christian d'Elvert    | Christian d'Elvert (1803–1896)    | 1870               | 1876               | starosta                                          | DVP                        |                                                                                             |
| 11 | Karl van der Strass   | Karl van der Strass (1817–1880)   | 12. března 1876    | 1880               | starosta                                          | DVP                        |                                                                                             |
| 12 | Gustav Winterholler   | Gustav Winterholler (1833–1894)   | 8. července 1880   | 28. července 1894  | starosta                                          | DVP                        |                                                                                             |
| 13 | August Wieser         | August Wieser (1847–1916)         | 5. srpna 1894      | 27. března 1916    | starosta                                          |                            |                                                                                             |
| 14 | Ferdinand Schnitzler  | Ferdinand Schnitzler (1857–1933)  | 10. dubna 1916     | 5. listopadu 1918  | starosta                                          |                            |                                                                                             |
| 15 | Petr Kerndlmayer      | Petr Kerndlmayer (1866–1944)      | 6. listopadu 1918  | 10. května 1920    | vládní komisař                                    |                            |                                                                                             |
| 16 | Karel Vaněk           | Karel Vaněk (1866–1924)           | 28. dubna 1920     | 10. prosince 1920  | starosta                                          | ČSDSD                      | starostou se stal již po volbách v roce 1919, jejich výsledky však byly zrušeny; rezignoval |
| 17 | Bedřich Macků         | Bedřich Macků (1879–1929)         | 31. prosince 1920  | 31. prosince 1925  | starosta                                          | ČSS                        | rezignoval                                                                                  |
| 18 | Karel Tomeš           | Karel Tomeš (1877–1945)           | 31. prosince 1925  | 2. prosince 1935   | starosta                                          | ČSNS                       |                                                                                             |
| 19 | Rudolf Spazier        | Rudolf Spazier (1887–1963)        | 2. prosince 1935   | 23. března 1939    | starosta                                          | ČSNS                       | po zahájení okupace úřadoval, dokud mu gestapo nepřikázalo nezasahovat do správy města      |
| 20 | Oskar Judex           | Oskar Judex (1894–1953)           | 16. března 1939    | 21. dubna 1945     | starosta poté vládní komisař poté vrchní starosta | NSDAP                      | od června 1939 vládní komisař; od 13. července 1942 vrchní starosta uprchl                  |
| 21 | Není dostupný portrét | Vladimír Matula (1894–1975)       | 26. dubna 1945     | 25. července 1946  | předseda národního výboru                         | KSČ                        |                                                                                             |
| 22 | Není dostupný portrét | Josef Podsedník (1903–1990)       | 26. července 1946  | 22. února 1948     | předseda národního výboru                         | ČSNS                       |                                                                                             |
| 23 | Není dostupný portrét | Vladimír Matula (1894–1975)       | 6. dubna 1948      | 10. ledna 1949     | předseda národního výboru                         | KSČ                        |                                                                                             |
| 24 | Není dostupný portrét | Bohumil Ubr (1919–1985)           | 11. ledna 1949     | 31. července 1952  | předseda národního výboru                         | KSČ                        |                                                                                             |
| 25 | Není dostupný portrét | Vladimír Matula (1894–1975)       | 1. srpna 1952      | 31. května 1954    | předseda národního výboru                         | KSČ                        |                                                                                             |
| 26 | Není dostupný portrét | Josef Kalášek (1904–1987)         | 1954               | 1963               | předseda národního výboru                         | KSČ                        |                                                                                             |
| 27 | Není dostupný portrét | Oldřich Vaverka (* 1921)          | 3. září 1963       | 9. února 1971      | předseda národního výboru poté primátor           | KSČ                        | od února 1969 primátor                                                                      |
| 28 | Není dostupný portrét | Vladimír Štroner (1925–2016)      | 9. února 1971      | 20. dubna 1976     | primátor                                          | KSČ                        |                                                                                             |
| 29 | Není dostupný portrét | František Chabičovský (1928–2021) | 8. listopadu 1976  | 19. prosince 1980  | primátor                                          | KSČ                        |                                                                                             |
| 30 | Není dostupný portrét | Rudolf Suchánek (1920–1996)       | 22. prosince 1980  | 19. prosince 1983  | primátor                                          | KSČ                        |                                                                                             |
| 31 | Není dostupný portrét | Alois Skoupý (1931–2012)          | 19. prosince 1983  | 28. února 1989     | primátor                                          | KSČ                        |                                                                                             |
| 32 | Není dostupný portrét | Josef Pernica (* 1941)            | 28. února 1989     | 19. března 1990    | primátor                                          | KSČ                        | rezignoval                                                                                  |
| 33 | Není dostupný portrét | Jiří Trmač (* 1949)               | 19. dubna 1990     | 19. dubna 1990     | primátor                                          | nestraník za ČSL           | po 4 hodinách od svého zvolení rezignoval                                                   |
| 34 | Není dostupný portrét | Pavel Podsedník (1932–2018)       | 28. dubna 1990     | 7. prosince 1990   | primátor                                          | ČSS                        |                                                                                             |
| 35 | Václav Mencl          | Václav Mencl (* 1943)             | 7. prosince 1990   | 30. září 1992      | primátor                                          | Sdružení pro Brno poté ODS | odvolán                                                                                     |
| 36 | Jiří Horák            | Jiří Horák (* 1950)               | 19. října 1992     | 6. prosince 1994   | primátor                                          | ODS                        |                                                                                             |
| 37 | Dagmar Lastovecká     | Dagmar Lastovecká (* 1951)        | 6. prosince 1994   | 30. listopadu 1998 | primátorka                                        | ODS                        |                                                                                             |
| 38 | Petr Duchoň           | Petr Duchoň (* 1956)              | 30. listopadu 1998 | 12. října 2004     | primátor                                          | ODS                        | rezignoval                                                                                  |
| 39 | Richard Svoboda       | Richard Svoboda (* 1964)          | 12. října 2004     | 7. listopadu 2006  | primátor                                          | ODS                        |                                                                                             |
| 40 | Roman Onderka         | Roman Onderka (* 1965)            | 7. listopadu 2006  | 25. listopadu 2014 | primátor                                          | ČSSD                       |                                                                                             |
| 41 | Petr Vokřál           | Petr Vokřál (* 1964)              | 25. listopadu 2014 | 20. listopadu 2018 | primátor                                          | ANO                        |                                                                                             |
| 42 | Markéta Vaňková       | Markéta Vaňková (* 1977)          | 20. listopadu 2018 | úřadující          | primátorka                                        | ODS                        |                                                                                             |